# Луні Тюнз: Врятувати планету
«Луні Тюнз: Врятувати планету» (англ. The Day the Earth Blew Up: A Looney Tunes Movie) — американський анімаційний комедійний фільм. Режисером є Пітер Браунгардт (його режисерський дебют), а сценаристом є Кевін Костелло. Це перший повнометражний анімаційний некомпіляційний фільм в серії Looney Tunes, який вийшов в прокат у кінотеатрах. Фільм є спінофом серіалу Мультфільми Веселі мелодії, який створив Браунгардт і в ньому звучить голос Еріка Бауза. Головними героями на фільму є Даффі Дак і Поркі Піг, які намагаються врятувати землю від інопланетного вторгнення.
Після оголошення в 2021 році, Врятувати планету був спочатку планувалося випустити на HBO Max та блок «ACME Night» на Cartoon Network. Проте прем’єра фільму відбулася на Міжнародному фестивалі анімаційних фільмів в Аннесі на 11 червня 2024 року і мав обмежений випуск у Сполучених Штатах на 13 грудня 2024 року від Ketchup Entertainment, до широкого розширення на 14 березня 2025 року. Фільм отримав загалом позитивні відгуки критиків і зібрав 15 млн доларів у світовому прокаті при бюджеті в 15 млн доларів.

## Сюжет
В результаті серії пустощів на цукерковій фабриці Даффі Дак і Поркі Піґ наткнутися на таємну змову інопланетян, щоб завоювати на Земля через контроль мозку. Двоє повинні працювати разом, зупинити інопланетян, і при цьому не подіяти один одному нерви.

## У ролях
- Ерік Бауза — Даффі Дак і Поркі Піґ[2]
- Кенді Майло — Петунія Піг
- Пітер Макнікол — Загарбник
- Фред Татасьоре — Фермер Джим, науковець
- Ларейн Ньюман — Орендодавець
- Вейн Найт — Бездомний чоловік

## Український дубляж
Українською мовою фільм дубльований творчим колективом студією «Cinema Sound UA» на замовлення компанії Adastra Cinema.
- Режисер дубляжу — Марина Турабелідзе
- Звукорежисери — Наталія Штаненко, Олексій Лобанов
- Звукорежисер зведення та перезапису — Альона Смикова
- Художній керівник проєкту — Володимир Третяков

Ролі дублювали:
- Кирило Сузанський — Даффі Дак
- Роман Солошенко — Поркі Піґ
- Анастасія Павленко — Петунія
- Михайло Кришталь — Загарбник
- Наталія Калюжна — Ґрехт
- Дмитро Вікулов — Фермер Джим
- Євгеній Лісничий — Науковець
- Олександр Шевчук — Мер
- Ростислав Голуб — Технолог
- Борис Георгієвський — Монстр

## Виробництво
У вересні 2021 року повідомлялося, що фільм за мотивами серіалу Мультфільми Веселі мелодії за участю Даффі Дак і Поркі Піґ, готується. Сценарист Кевін Костелло, який працював над повнометражним-анімаційним фільмом Том і Джеррі, та аніматор Піт Браунгарт з команди на Мультфільми Веселі мелодії є виконавчим продюсером і режисером цього фільму.
У 2022 році. на San Diego Comic-Con є назва фільму стала відомою — The Day the Earth Blew Up: A Looney Tunes Movie.
Боб Бургон, офіційний голос Поркі Піг, підтверджує у своєму дописі в Twitter, що він не озвучить його у фільмі.